# Kodisjoki

Huy hiệu của Kodisjoki

Kodisjoki là một đô thị cũ của Phần Lan.
Vị trí ở tỉnh của Tây Phần Lan thuộc vùng Satakunta. Đô thị này có dân số 518 người (2003) và diện tích 42,84 km² trong đó có 2,08 km² là diện tích mặt nước. Mật độ dân số là 12,1 người trên mỗi km². Kodisjoki đã trở thành một bộ phận của thành phố Rauma in 2007.
Dân đô thị này chỉ sử dụng tiếng Phần Lan